# Marie von Johow
Marie von Johow (geborene Marie Amalie Pauline Hallervorden; * 7. Juli 1820 in Berlin; † 31. Mai 1905 ebenda) war eine deutsche Schriftstellerin.

## Leben
Marie Amalie Pauline Hallervorden wuchs in Berlin auf. 1850 heiratete sie den Juristen Reinhold Johow (1823–1904). Danach lebte sie mit ihm in Kyritz, Sigmaringen und Hechingen, wo er als Kreisrichter und in ähnlichen Funktionen tätig war. 1857 adoptierten sie Oscar Heinrich Baum, den sie Hans Johow nannten.
Von 1860 bis 1868 lebte die Familie in Posen, wo ihr Mann Gerichtsappellationsrat war. Danach kehrten sie nach Berlin zurück, wo ihr Mann an einigen wichtigen Gesetzen in Preußen maßgeblich mitwirkte. 1900 lebte sie mit ihm noch in Berlin.

## Schriftstellerisches Werk
Sie veröffentlichte zwei Novellenbände sowie einen Roman unter dem Pseudonym M. Reinow. Ihre Identität war bisher in Literaturlexika unbekannt.
- Novellen, Franz Vahlen, Berlin 1870 Digitalisat Digitalisat; 2. Auflage 1876[4]
- Novellen. Neue Folge, Franz Vahlen, Berlin 1876 Digitalisat
- Idealisten, Roman, Franz Vahlen, Berlin 1881